# HMS Acasta (1929)
A HMS Acasta (H.09) egy brit, A osztályú romboló volt, melynek építését 1928. augusztus 13-án kezdték el, 1929. június 8-án bocsátották vízre és 1930. február 11-én állt hadrendbe. Ez volt a harmadik brit hajó, mely az Acasta nevet viselte. A hajó a második világháborúban süllyedt el, mikor támadás érte a német Scharnhorst és Gneisenau nevű csatacirkálókról, a HMS Glorious kísérése közben. A támadás során az Acasta, a Glorious, és a másik kísérőhajó, az Ardent is elsüllyedt.
Az Acasta a német hajók kemény ellenfelének bizonyult, ugyanis álcázó füstjével elrejtette a Glorious repülőgép-hordozót, valamint folyamatos torpedó és ágyútüzet zúdított a német hajókra. Ennek eredményeként számos találatot ért el a német hajókon, és egy torpedója még a Scharnhorstot is megrongálta. Az Acasta végül kétórás küzdelem után süllyedt el. Ezután a Gneisenau zászlóját félárbócra eresztették, így tisztelegve az Acasta bátor legénységének. Az Ardent és az Acasta által a német hajókban okozott sérülések miatt a német hajóknak vissza kellett térniük Trondheimbe, így a szövetségesek csapatait Norvégiából menekítő konvoj maradék része gond nélkül átkelhetett a tengeren.
Bár a hajó legénységéből sokaknak sikerült elhagyni a süllyedő hajót, egy kommunikációs hiba következtében, a britek kezdetben nem tudtak az Acasta elsüllyedéséről. Végül az Acastának mindössze egyetlen túlélője maradt. Becslések szerint az Ardent, az Acasta és a Glorious legénységéből több mint 800-an vesztették életüket a megkésett mentés miatt.

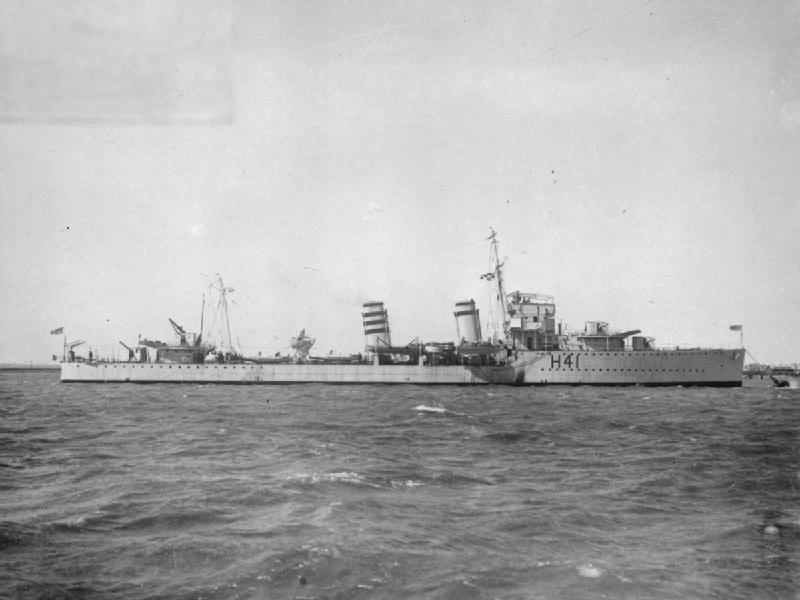
Az A osztályú HMS Acasta testvérhajója, az HMS Ardent, mindkét brit romboló az HMS Glorious repülőgép-hordozóval együtt süllyedt el a Scharnhorst és a Gneisenau csatacirkálók elleni harcban

## Lásd még
- HMS Acasta nevet viselő hajók listája.

## Külső hivatkozások
- Összefoglaló az Acasta utolsó ütközetéről (Angol)
- Technikai adatok és képek a HMS Acasta-ról (Angol)